# 高遠町
高遠町（たかとおまち）は、長野県中部の上伊那郡に属した町。高遠藩の城下町であった。合併後の伊那市高遠町にあたる。
2006年（平成18年）3月31日、高遠町は（旧）伊那市、長谷村と合併して（新）伊那市となり消滅した。なお、旧町域には市町村の合併の特例に関する法律（合併特例法）に基づく地域自治区が2016年3月30日を期限として設置された。

## 地理

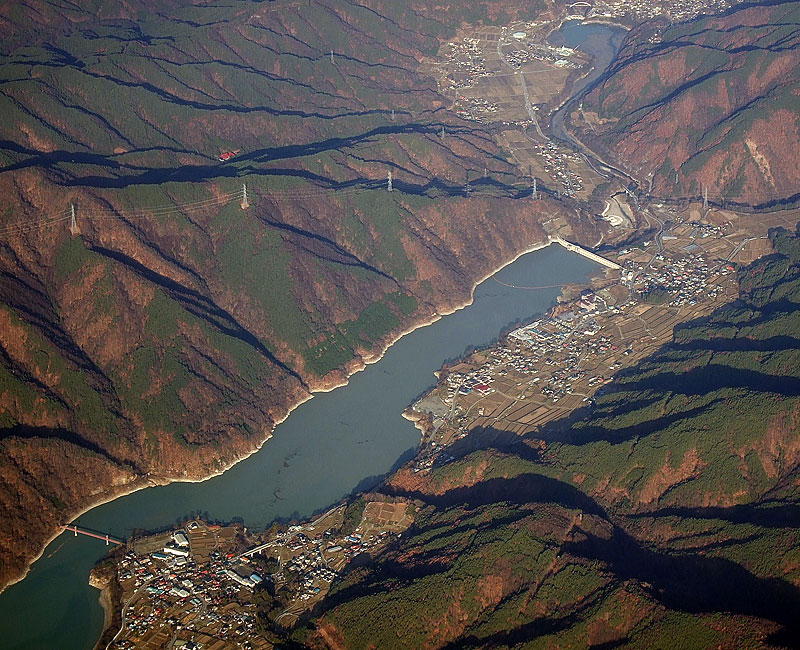
美和湖（左下から中央）と高遠湖（右上）

中央構造線が通る、南アルプスと伊那山地に挟まれた山間の土地。
- 山：入笠山、守屋山、月蔵山
- 河川：三峰川
- 湖沼：高遠湖（高遠ダム湖）、美和湖（美和ダム湖）、千代田湖

### 隣接していた自治体
- 伊那市
- 諏訪市
- 茅野市
- 上伊那郡：箕輪町、長谷村
- 諏訪郡：富士見町

## 歴史
江戸時代には高遠藩の城下町であった。高遠石工と呼ばれた石工職人が、全国各地で仏像、建築物などの石製品を作った。
- 1875年（明治8年）1月23日 - 高遠城下東部の武家町16町（田中町、花畑町、元厩脇町、馬場町、横町、久保川町、下夕町、板町、新屋敷町、宮下町、荒町、大屋敷町、北村町、若宮町、殿坂町、郭内町）と地方の板町村が合併して東高遠町となる。高遠城下西部の町方10町（高砂町、本町、袋町、中町、新町、梅町、横町、霜町、清水町、鉾持町）と地方の鉾持村が合併して西高遠町となる。
- 1889年（明治22年）4月1日 - 町村制の施行により、西高遠町、東高遠町の区域をもって高遠町が発足。当時は旧伊那市域にも村しかなく、上伊那郡唯一の町だった。
- 1956年（昭和31年）9月30日 – 長藤村、三義村と合併し、改めて高遠町が発足
- 1958年（昭和33年）4月1日 - 藤沢村を編入
- 1964年（昭和39年）4月1日 - 河南村を編入
- 2006年（平成18年）3月31日 - 伊那市、長谷村と合併し、改めて伊那市が発足、高遠町廃止

## 庁舎
高遠町役場は1966年（昭和41年）に建設された鉄骨鉄筋コンクリート地上4階、地下1階建て、延べ床面積1756平方メートルの建物だった。合併後は伊那市高遠町総合支所の庁舎として使用された。
2018年（平成30年）11月26日、高遠町総合支所は庁舎老朽化のため高遠町保健センターに仮移転した。
旧庁舎は伊那市の倉庫として使用されていたが、2023年（令和5年）9月から解体工事が開始された。高遠町総合支所の新庁舎は2025年（令和7年）3月完成予定である。

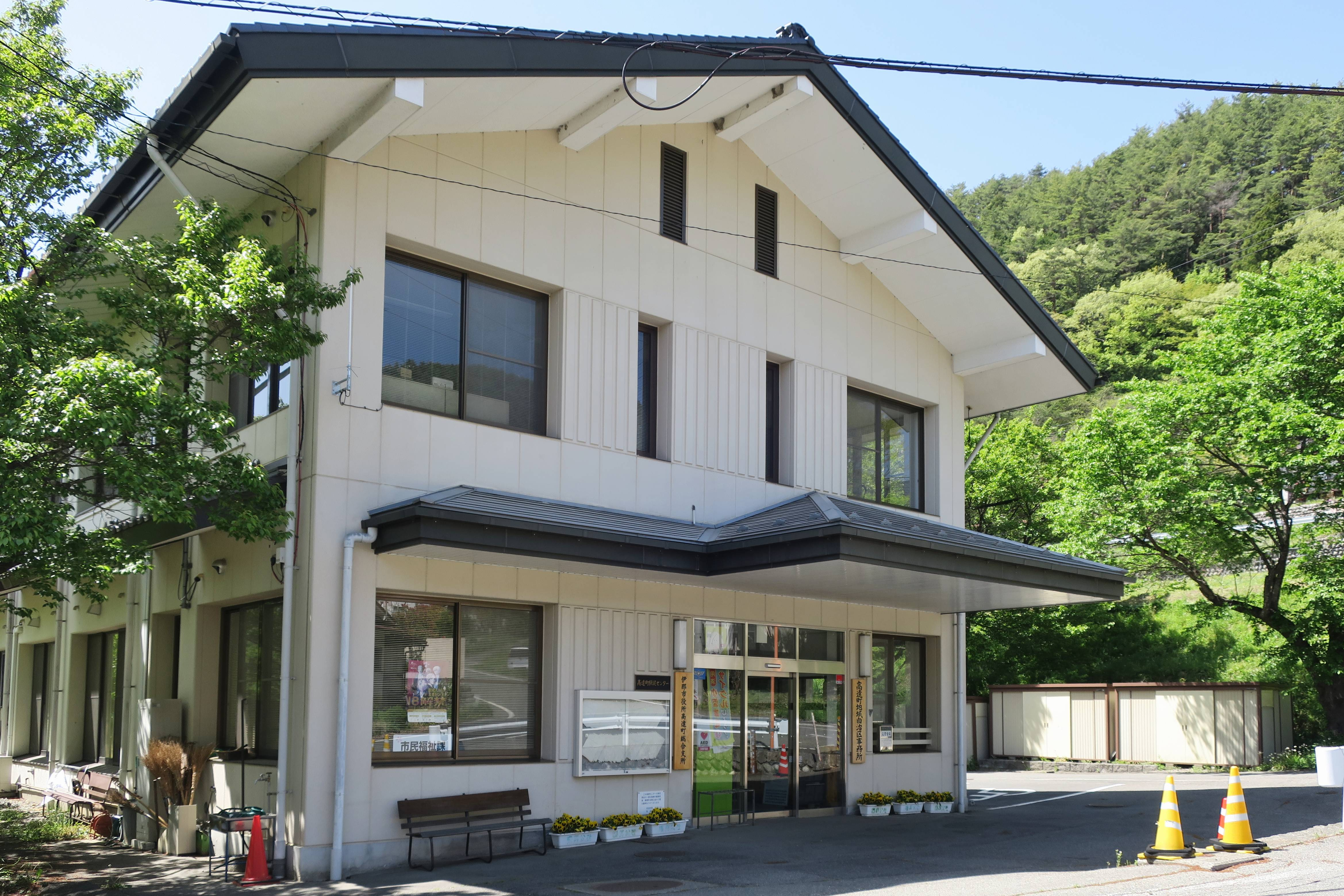
2018年より高遠町総合支所が仮入所する高遠町保健センター

## 町歌
『高遠町町歌』は馬島律司作詞、松井芒人補作、中田喜直作曲で、町制100周年を記念して制定された。1974年に公募し、入選した馬島の詞を、松井が修正し、中田が曲をつけた。松井の補修は徹底しており、元の歌詞が著しく変わっていたという。

## 地域

### 教育
- 長野県高遠高等学校

### 施設
- 高遠町図書館
- 高遠町民俗資料館（・旧馬場家・旧池上家）[4]
- 高遠町歴史博物館・絵島囲み屋敷
- 信州高遠美術館

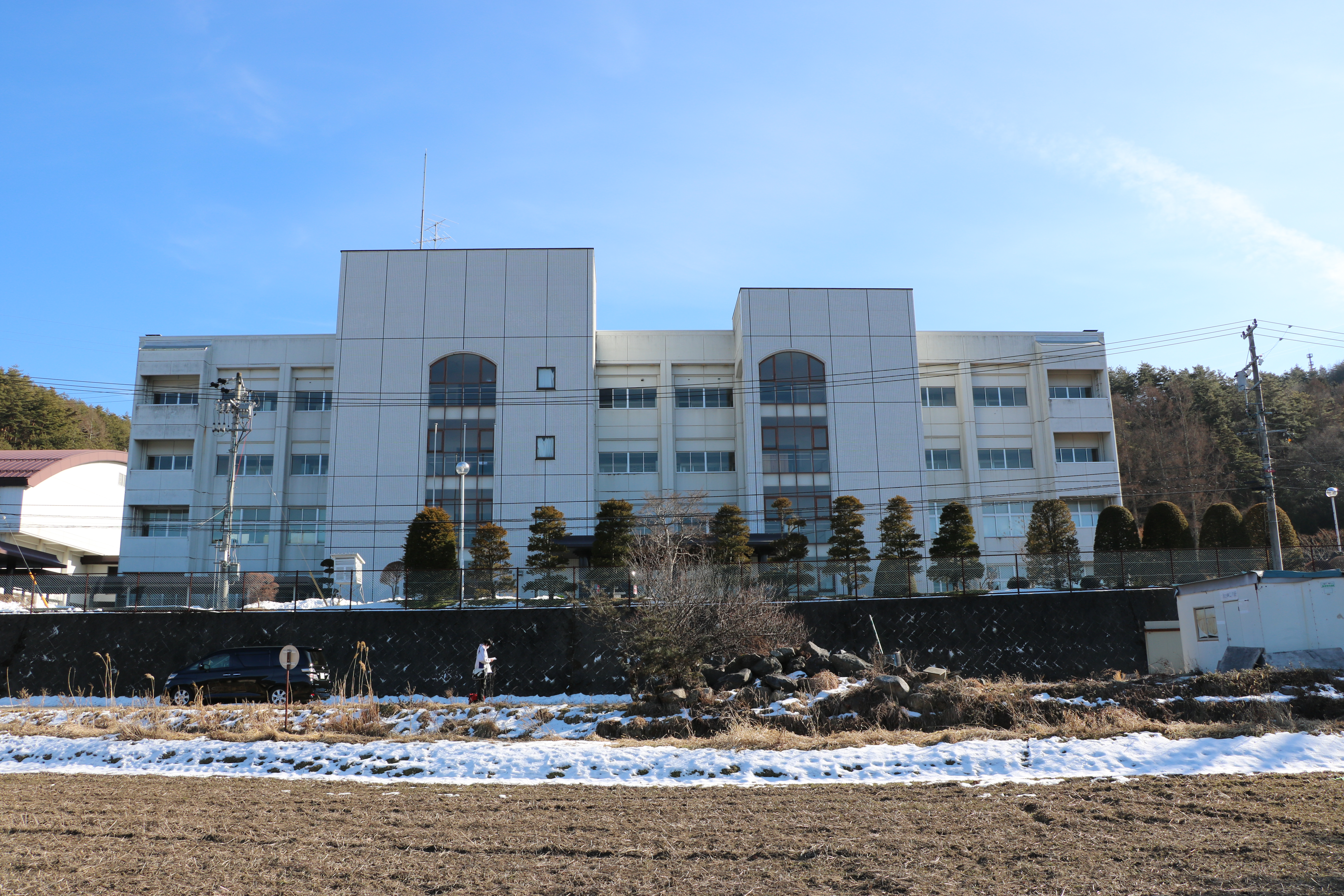
高遠高等学校
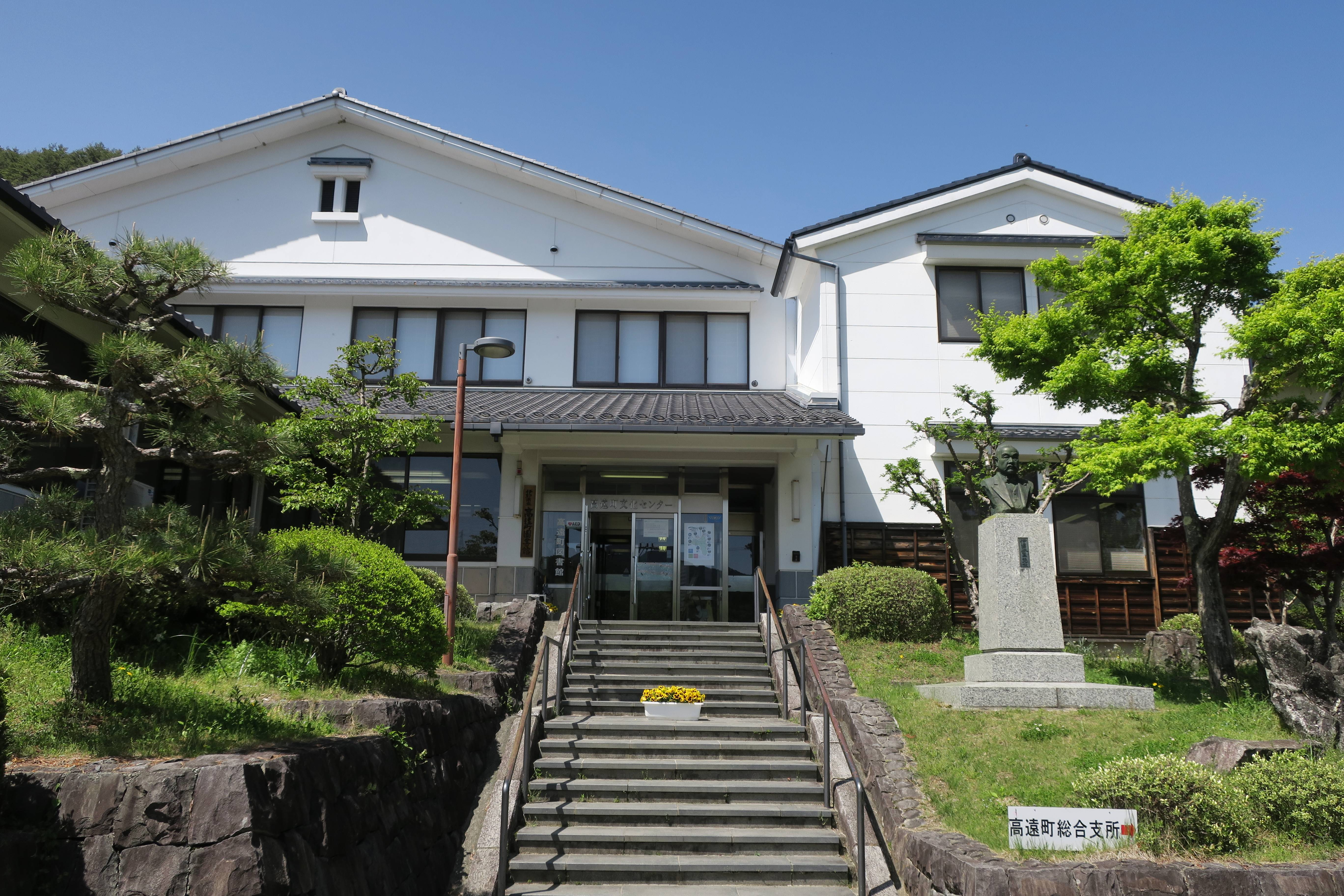
高遠町文化センター・高遠町図書館
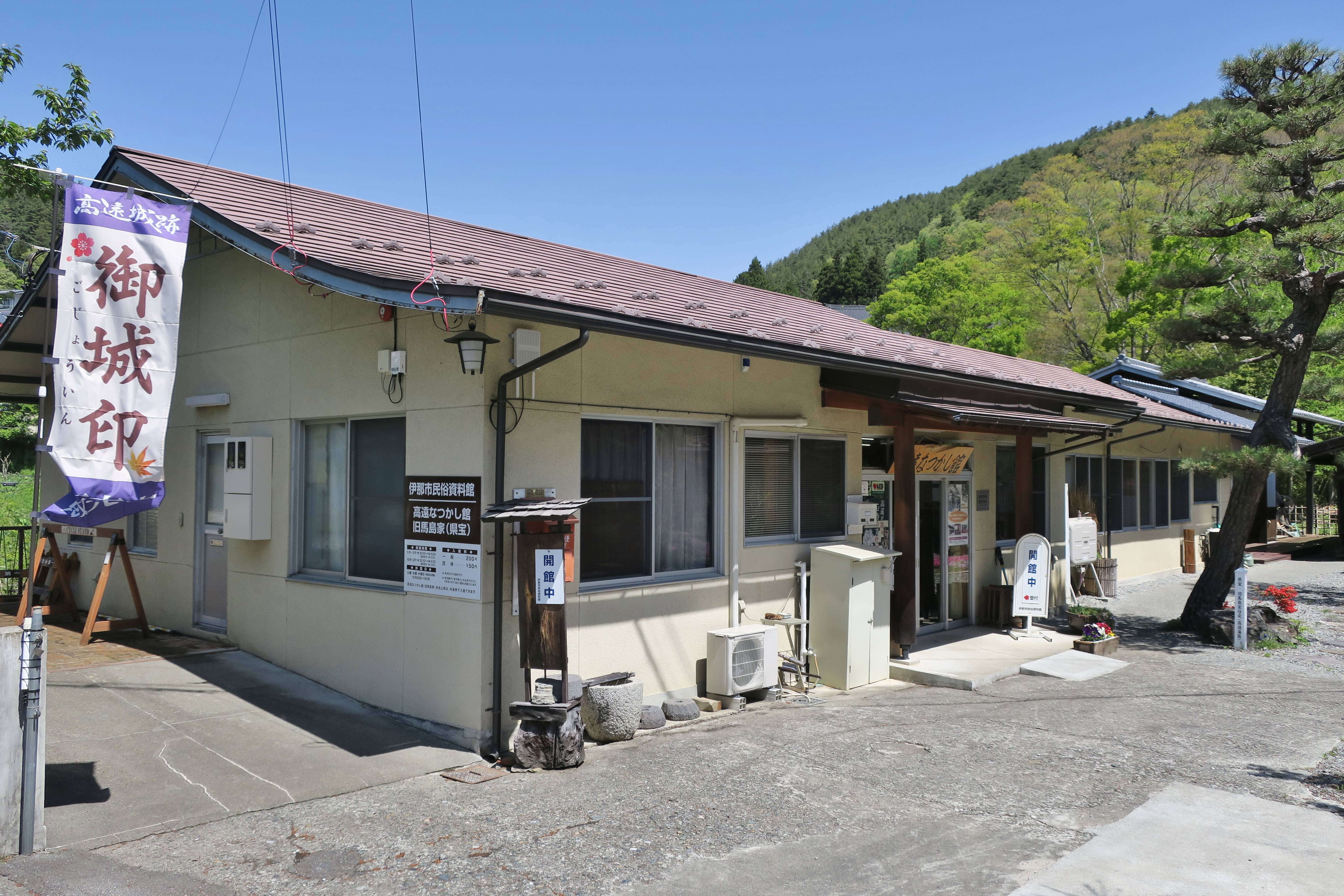
高遠なつかし館
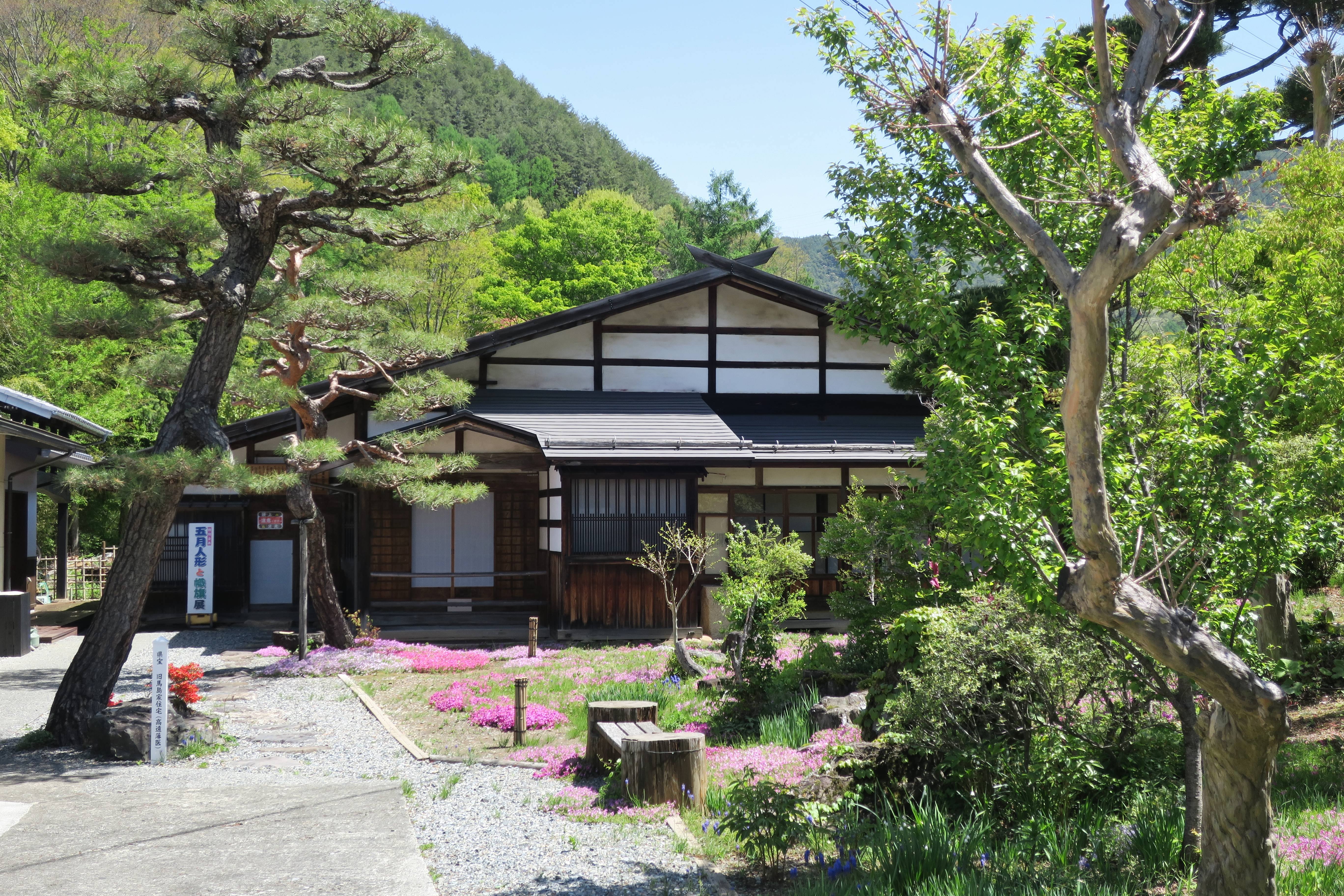
旧馬島家

## 交通
- 一般国道

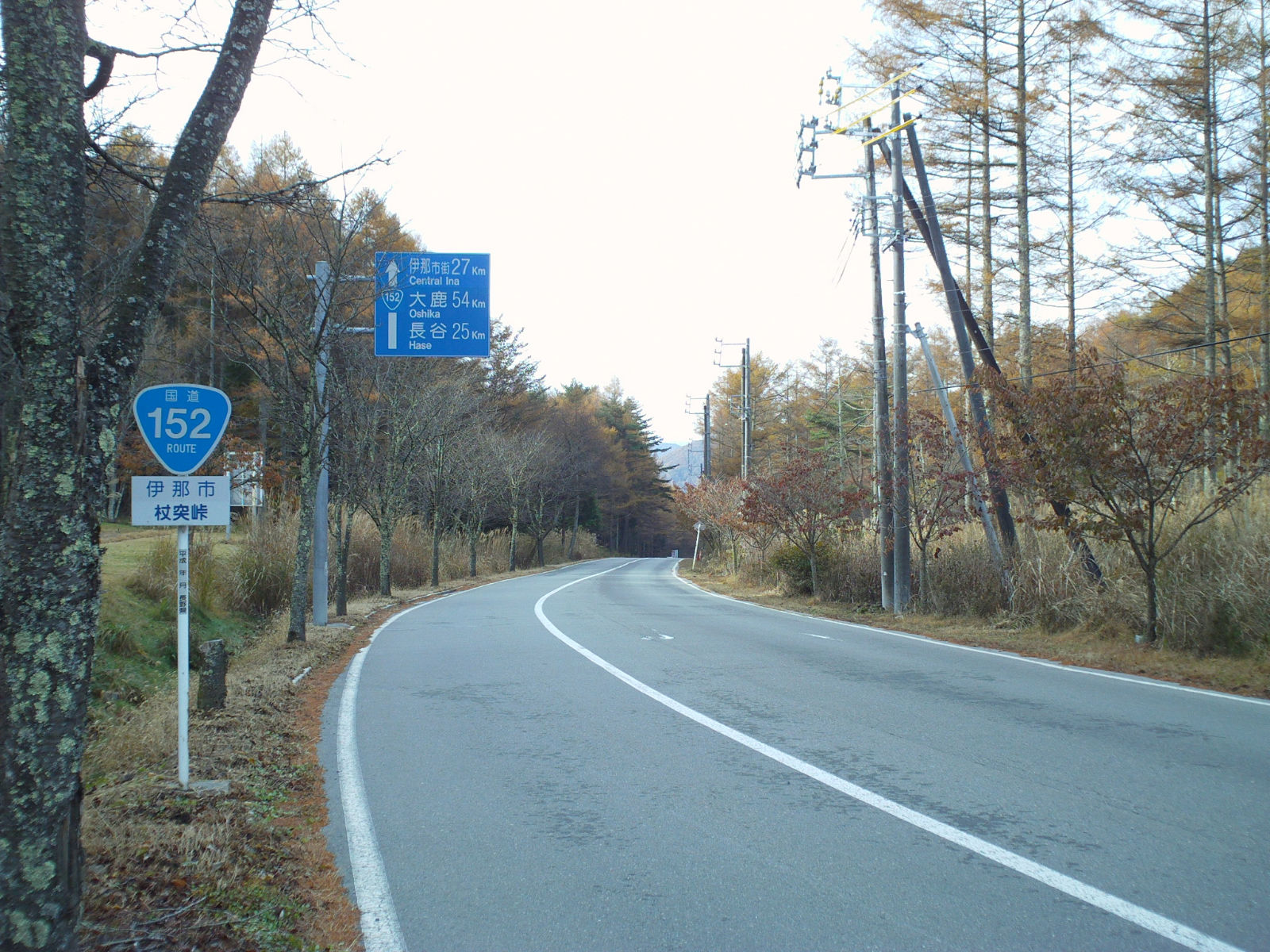
杖突峠

  - 国道152号（高遠を境に、北が杖突街道、南が秋葉街道となっている）（高遠バイパス）
  - 国道361号（権兵衛街道）
- 都道府県道
  - 長野県道209号沢渡高遠線
  - 長野県道211号芝平高遠線

## 名所・旧跡・観光

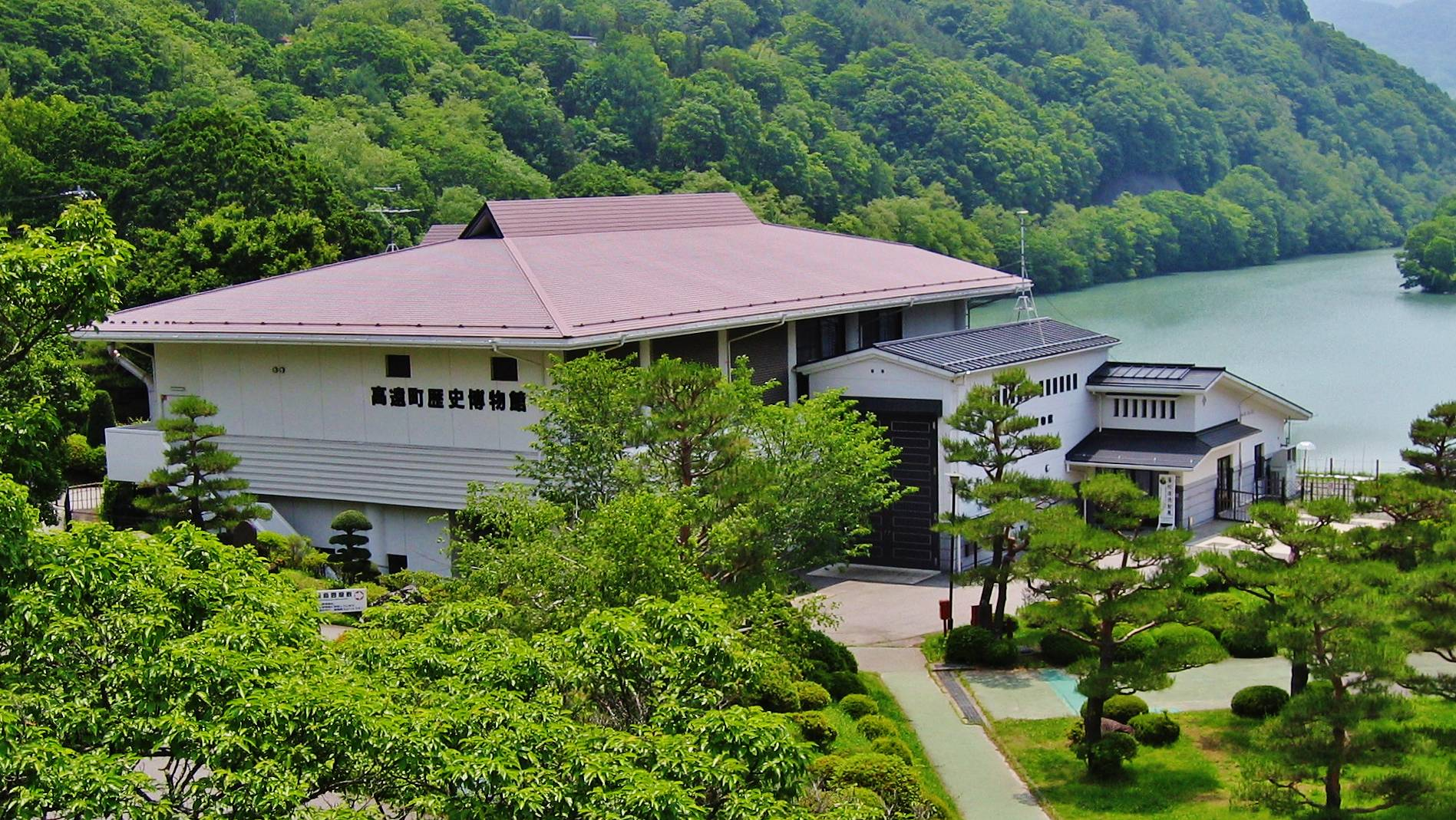
高遠町歴史博物館

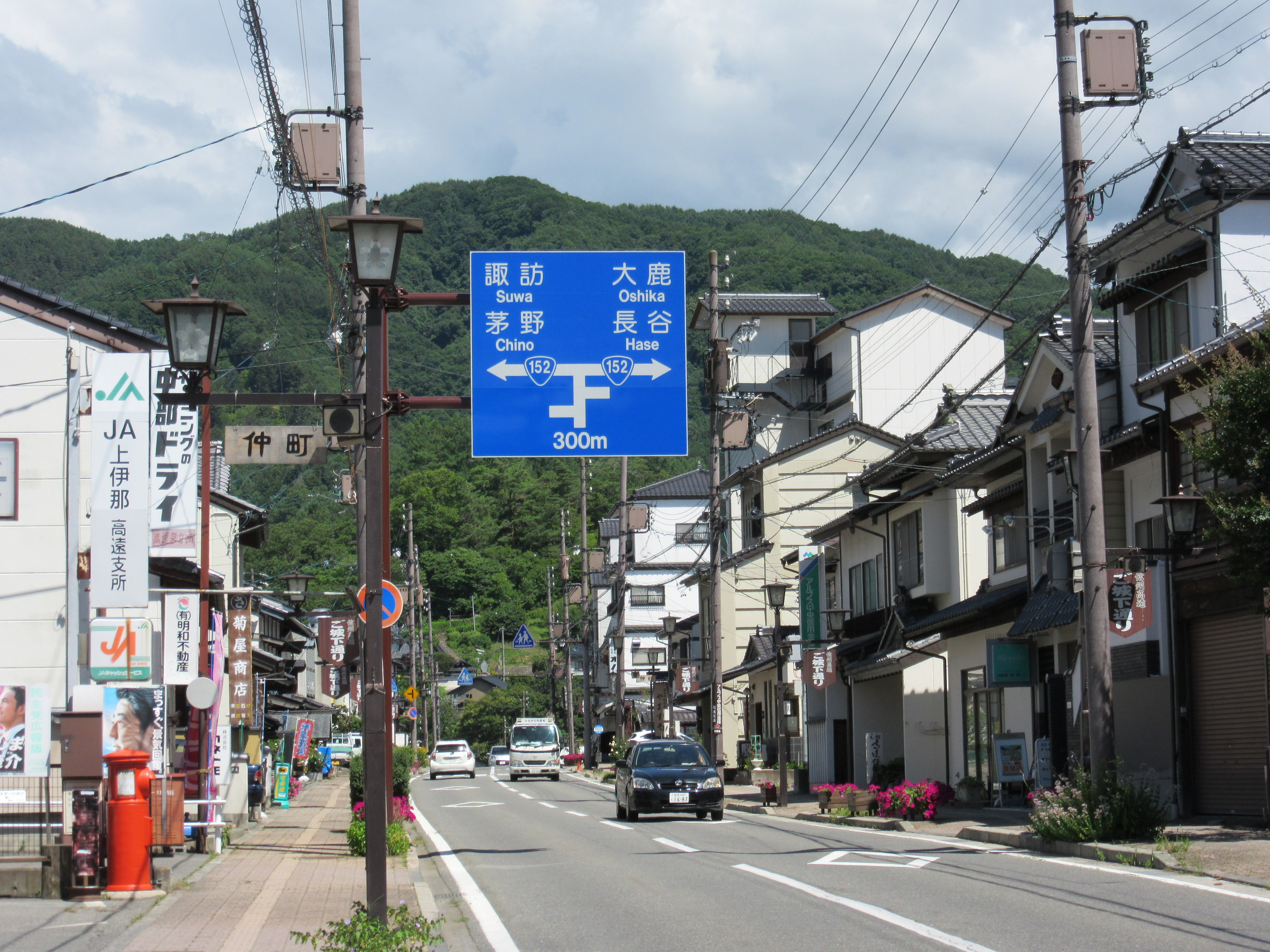
旧高遠町中心街、ご城下通り

- 高遠城址公園（国の史跡）
  - 進徳館
- 高遠町歴史博物館
- 信州高遠美術館
- 高遠しんわの丘ローズガーデン（6～10月営業）
- 杖突峠
- 蓮華寺
- 遠照寺
- 満光寺 - 伊那善光寺、信州の科寺とも
- 建福寺
- 高遠温泉

### 名物
- 高遠そば - 蕎麦
- 高遠焼 - 陶器
- 高遠饅頭 - 高遠城址公園などで売られる高遠伝統の饅頭[5]

## 出身者
- 秋山理敏 - 駐パナマ特命全権公使
- 青山善充 - 法学者
- 伊沢修二 - 教育者（東京音楽学校（現東京藝術大学）初代校長）
- 伊沢多喜男 - 東京市長
- 池上秀畝 - 日本画家
- 伊東月草 - 俳人
- 伊藤公介 - 衆議院議員
- 大森陽一 - 特許技監
- 大和岩雄 - 大和書房・青春出版社創業者
- 春日千春 - テレビプロデューサー（大映テレビ）
- 春日豊 - 歴史学者（名古屋大学名誉教授）
- 北原文雄 - 化学者（東京理科大学名誉教授）
- 北原巌男 - 外交官
- 北原覚雄 - 農芸化学者（京都大学教授、東京大学教授）
- 北原安定 - 元電電公社副総裁
- 北原由夫 - 歌人
- 坂本天山 - 砲術家
- 島村利正 - 小説家
- 高橋白山 - 漢学者、教育者
- 豊島恕平 - 医師・実業家・政治家
- 中村弥六 - 政治家
- 西村竜馬 - サッカー選手
- 横山正彦 - 経済学者（東京大学名誉教授）